# 福爾納斯水庫
福爾納斯水庫（英語：Furnas Dam）是巴西米納斯吉拉斯州的水庫，用於發電和調節格蘭德河的流量。在大壩附近有一個小村，是大壩建設期間工人的居住點。 水庫也有觀光功能。

## 興建
1957年開始興建，是巴西第一座大型水壩，于 1963 年完工。 它建在格兰德河的峡谷上，下游汇入萨普卡伊河。大坝高127公尺，長550公尺，頂部寬15公尺。於1963年開始蓄水，所形成的水庫面積為 1,473 平方公里，周圍有 34 個城市。水量是瓜納巴拉灣的七倍，達 225.9 億立方米。 正常水位平均為 768 米。

## 意外
2022年1月8日，湖畔的岩壁崩落，砸中觀光船上，造成多人死傷。